# Odo Casel

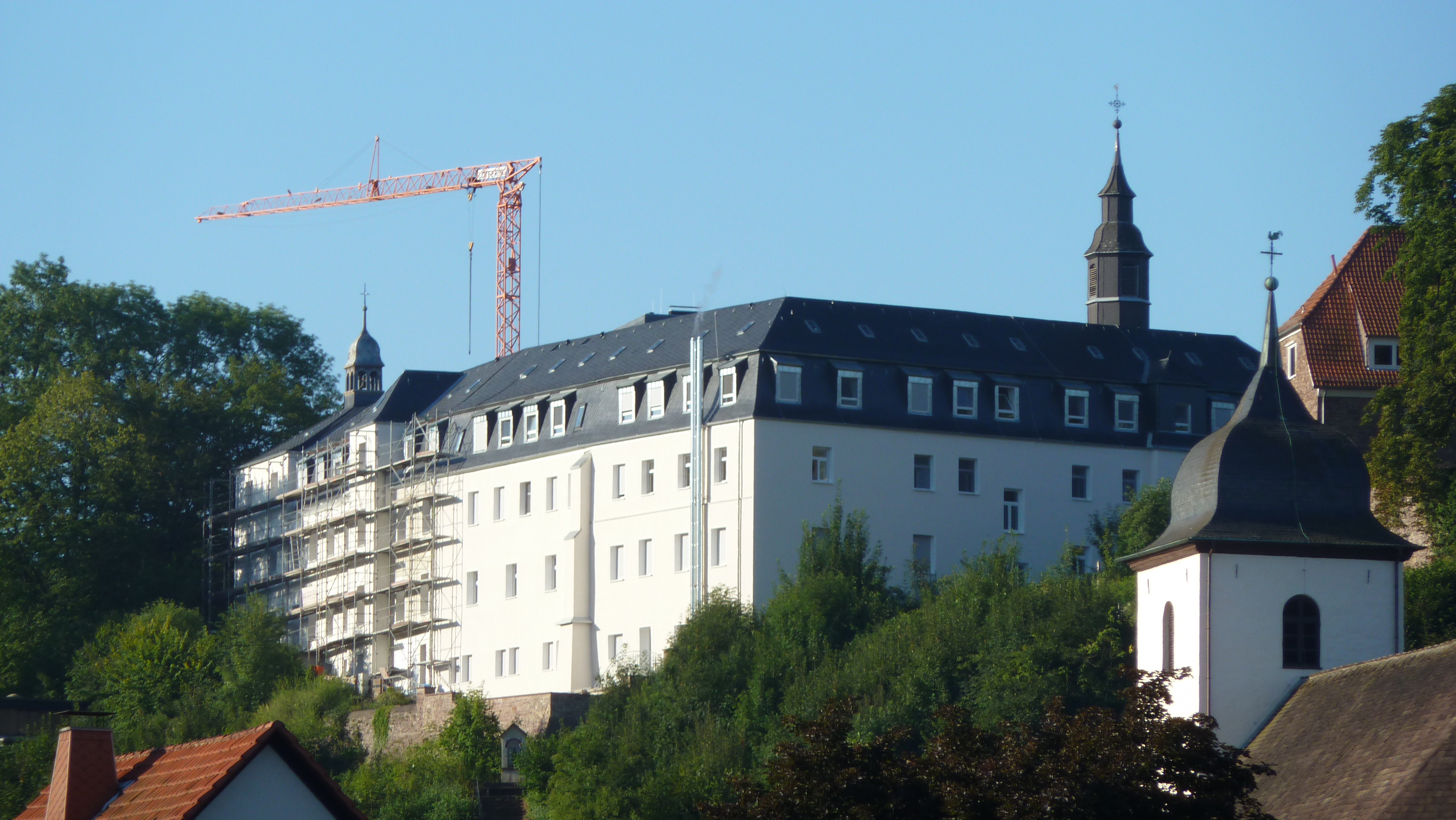
Opactwo Herstelle koło Höxter, w którym Odo Casel spędził dwadzieścia pięć płodnych lat swego życia. Tu też zmarł w poranek Wielkanocny 1948 r.

Dom Odo Casel (ur. 27 września 1886 w Koblencji – zm. 28 marca 1948 w Herstelle; imię chrzcielne Johannes) – benedyktyn, liturgista, jeden z zasłużonych teologów Ruchu liturgicznego.
Jego wkładem było przywrócenie do teologii liturgii i sakramentów pojęcia tajemnicy-misterium, odnoszącego się szczególnie do Misterium paschalnego śmierci i zmartwychwstania Chrystusa. W latach 1921–1941 r. wydawał czasopismo Jahrbuch für Liturgiewissenschaft (Rocznik liturgiczny), po 1945 roku jako "Archiv für Liturgiewissenschaft" (Archiwum liturgiczne). Wiele z jego idei zostało podjętych przez Sobór watykański II i włączonych do oficjalnego nauczania Kościoła w Konstytucji soborowej o liturgii Sacrosanctum concilium.

## Droga naukowa
Wstąpił do opactwa Maria Laach w 1905 r., w 1907 złożył Śluby wieczyste. Został wyświęcony na kapłana w 1911 r. W latach 1908–1912 studiował teologię w Anselmianum, międzynarodowym ośrodku studiów liturgicznych w Rzymie (Papieski Instytut Liturgiczny Świętego Anzelma). W latach 1913–1918 studiował filologię klasyczną w Bonn, uzyskując dyplom za rozprawę De philosophorum graecorum silentio mystico (O mistycznym milczeniu filozofów greckich). Niedługo potem w Rzymie uzyskał dyplom z teologii, dzięki pracy na temat Eucharystii u św. Justyna.
Od 1922 był ojcem duchownym w benedyktyńskim opactwie w Herstelle niedaleko Höxter. Zmarł niespodziewanie w poranek Wielkanocny 1948 r., pozostawiając swoim uczniom i specjalistom w studiach liturgicznych swoje odkrycia i intuicje teologiczne zawarte przede wszystkim w piętnastu tomach rocznika Jarbuch für Liturgiewissenschaft.

## Teologiamisterium
Ideą przewodnią teologii liturgii Odo Casela było odejście od metody scholastycznej, wraz z myriadami jej abstrakcyjnych pojęć i rozróżnień, i sięgnięcie do żywej Tradycji Kościoła zawartej w Piśmie Świętym, dziełach ojców Kościoła i starożytnych liturgiach chrześcijańskich. Poprzez refleksję nad pojęciem tajemnicy (łac. mysterium), starał się wyjaśnić zbawcze oddziaływanie sakramentów, które rozumiał jako miejsce zbawczego działania samego Chrystusa na chrześcijan. Jego zainteresowania skupiały się zwłaszcza wokół Eucharystii. Do największych osiągnięć, którymi przyczynił się do rozwoju XX wiecznego Ruchu liturgicznego zalicza się jego interpretacja wtajemniczenia chrześcijańskiego odniesionego do Eucharystii.

### Pismo Święte jako źródło teologiimisterium
Odo Casel zaczerpnął przede wszystkim z Pisma Świętego. Idąc za egzegezą 6 rozdz. Listu do Rzymian przeprowadzoną przez dom Simona Strikera, przeprowadził on następujący tok rozumowania:
1. Droga chrześcijanina przebiega podobnie do drogi Chrystusa – przez śmierć do zmartwychwstania.
2. Z ochrzczonym nie dzieje się dokładnie tak, jak z Chrystusem. Dlatego nie umiera on przy boku Chrystusa, ani za Nim, lecz z Nim.
3. Ochrzczony umiera z Chrystusem, dlatego że umiera w Nim.
4. Śmierć chrześcijania jest na podobieństwo Chrystusa (gr. en homoioma, niem. Gleichbild).
5. Ochrzczony uczestniczy zarówno w śmierci, jak i w zmartwychwstaniu Chrystusa, gdyż są one nierozłączne. Jednak życie Chrystusa jest udzielane chrześcijaninowi nie od razu. Otrzymanie go jest poprzedzone wejściem w śmierć Chrystusa, które dopiero prowadzi ku wejściu w życie zmartwychwstałe.
6. Pewność realności nowego życia otrzymanego we chrzcie można uzyskać jedynie przez wiarę.

Kluczowym dla całego rozumowania jest następujący wers Listu do Rzymian: 

Jeżeli bowiem przez śmierć, podobną do Jego śmierci, zostaliśmy z Nim złączeni w jedno, to tak samo będziemy z Nim złączeni w jedno przez podobne zmartwychwstanie. (Rz 6,5)

Casel podkreślał realność misterium śmierci i zmartwychwstania w sakramentach, uznając niemieckie słowo Änlichheit (podobieństwo) za zbyt słabe. Zbawcza śmierć Chrystusa jest tak obecna w sakramencie, że chrzczony dostępuje uczestnictwa w tym wydarzeniu.
Odczytanie tekstu Pisma Świętego musi być duchowe, by wprowadzało w poznanie misterium. Theresa F. Koernke tak charakteryzuje drogę wejścia w tajemnicę odczytaną przez Odo Casela:

Ścieżka poznawania prowadzi przez wiarę, chociaż pneuma (gr. Duch Święty) poprzedza zdolność osoby do uwierzenia; wiara prowadzi do gnosis (wiedzy Boga) i poza sofię (mądrość Bożą) do punktu, gdzie osoba porzuca racjonalne rozumowanie, rzuca się w stan miłości pełen rozkoszy ducha i poddaje się Objawieniu Bożemu.

### Źródła patrystyczne
Odo Casel uważnie studiował także dzieła Ojców Kościoła. Uznawał, że w swych wypowiedziach o wtajemniczeniu chrześcijańskim pisarze starochrześcijańscy używali słownictwa hellenistycznych kultów misteryjnych. Dom Caselem kierowało przekonanie, że począwszy od IX w. zagubiona została teologia Kościoła jako ciała Chrystusa. Centralne miejsce zajęło udowadnianie rzeczywistej obecności Chrystusa pod postaciami eucharystycznymi chleba i wina. W toku debat, pod stosem argumentów zmierzających do wykazania tego, jak najlepiej wyrazić tę rzeczywistą Obecność, została pogrzebana omawiana przez Ojców Kościoła rzeczywista obecność w Eucharystii ofiary Chrystusowej. Casel wykazywał, że zbawienie dokonuje się w Kościele, tu i teraz, przez mistyczne i rzeczywiste uczestnictwo w życiu, śmierci i zmartwychwstaniu Chrystusa. Proces utożsamienia się chrześcijanina z Chrystusem dokonuje się w Eucharystii. Jest ono obiektywne. Zgodnie z rozdz. 6 Listu do Rzymian, chrześcijanin doznaje prawdziwie śmierci na podobieństwo Chrystusa, którego śmierć oznaczała rozłączenie duszy od ciała. Dlatego przystępujący do sakramentu prawdziwie doznaje rzeczywistości zbawienia, choć jest to poza jego ludzką kontrolą.
Wśród pisarzy epoki patrystycznej, do których odwoływał się Dom Casel byli m.in.:
Orygenes, Justyn, Tertulian, Cyprian z Kartaginy, Atanazy, Grzegorz z Nazjanzu, Efrem Syryjczyk, Jan Chryzostom, Teodor z Mopsuestii, Ambroży, Augustyn, Maksym Wyznawca, Leon Wielki, Beda oraz Paschasius Radbertus.

### Kulty pogańskie jako argument za teologią misterium
Do najbardziej krytykowanych są jego hipotezy wpływu pogańskich greckich kultów misteryjnych na liturgię chrześcijańską. Jak zauważył L. Bouyer:

Gdy dostrzeżemy niezmierny wysiłek Odo Casela włożony w to, by w najbardziej nieprzystających do chrześcijaństwa obrzędach pogańskich odnaleźć formy poprzedzające tajemnicę liturgii chrześcijańskiej, małą uwagę jaką przykładał do żydowskich form prawie bezspornie poprzedzających tęże tajemnicę – zastanawiamy się, jak taki otwarty umysł mógł pozostać tak mało otwartym na tak oczywisty stan rzeczy. Co najbardziej zadziwia to fakt, że w żadnym wypadku nie był on nieświadomy tekstów żydowskich, których porównanie z tekstami chrześcijańskimi jest nieodzowne, zanim można przystąpić do jakichkolwiek innych porównań. On je cytuje. Zauważał ich najbardziej uderzające podobieństwa. Lecz dla niego pozostawały jedynie wartymi odnotowania analogiami. Wydaje się, że nie jest w stanie zobaczyć, że można tu odnaleźć źródło, a także wyjaśnienie tego, co jest najbardziej sui generis (łac. właściwe, istotne) w chrześcijańskiej Eucharystii. Nie szuka źródeł i wyjaśnienia w żadnym innym źródle, jak tylko w misteriach pogańskich.

Według L. Bouyera CO można znaleźć następujące wytłumaczenia tej postawy dom Casela:
- Zbytnia zależność od badań protestanckich, kierujących się podstawowym uprzedzeniem do Tradycji, że zamiast uzupełniać Pismo Święte, może ona być jedynie jego degradacją i zepsuciem.
- Przeciwstawienia-dystynkcje pojęciowe dialektyki heglowskiej, która nie widzi dla chrześcijańskiej syntezy innej możliwości niż konflikt między antytezą "chrześcijan z pogan" i tezą "chrześcijan z Żydów".
- Typowa jeszcze dla XIX w. zasada przyjmowania pewnych prawd uzyskanych drogą sofistyki i wątpliwych odkryć za "fakt oczywisty", który jednak pada w wyniku rzeczywistej krytyki[7][8].

Według Theresy F. Koernke IHM, Casel nie postulował jednak jakiejś genetycznej zależności lub wręcz zapożyczenia sakramentów od religii pogańskich. Idąc za duchem zainteresowań ówczesnych uczonych historią religii, uznawał, że istnieje zasadnicza analogia słownictwa obrzędów misteryjnych i terminologii Pawła i Ojców Kościoła. Nie była to jednak analogia na poziomie treści, zawartości, lecz form wyrazu. Podstawową ideą dom Casela było to, by przeżywaniu liturgii przywrócić na nowo otwartość na duchową wiedzę. Ta wiedza Boga (gr. gnosis) jest udzielana wiernym w czasie sprawowanej liturgii. Ponieważ sakramenty są prawdziwymi symbolami, czyli znakami czyniącymi obecnym zbawcze działanie Chrystusa, który jest Słowem Wcielonym (por. J 1,13) wiedza, którą otrzymują celebrujący je, naśladując Jego tajemnice, nie oddala ich od świata.
Casel z jednej strony uznawał, że chrześcijaństwo nie jest religią, lecz Misterium. Z drugiej jednak widział w kultach misteryjnych typ obrzędowości przemawiający za słusznością podstawowego schematu chrześcijańskiego misterium jako obiektywnej obecności Chrystusa w liturgii Chrześcijańskiej.
Akcent na obiektywizm zbawczej obecności Chrystusa w publicznej liturgii Kościoła wynikał z kontekstu teologiczno-społecznego, w którym pracował dom Casel. Były to lata po I wojnie światowej, kiedy powszechnie w Niemczech doświadczano upadku nadziei związanych z rewolucją przemysłową oraz z XIX wiecznymi wizjami filozoficznymi gloryfikującymi subiektywizm, indywidualną niezależność człowieka jako podmiotu. W Kościele zaś panowała, zapoczątkowana w XIX wieku, teologia neo-scholastyczna ujmująca prawdy wiary w obiektywnych kategoriach i rozróżnieniach, nie będąca jednak w stanie odpowiedzieć na problemy ludzi żyjących w niepokoju codzienności. W ramach działań anty-modernistycznych, wszelkie próby odnowienia teologii, jak np. odnowa zapoczątkowana przez katolicką szkołę teologów uniwersytetu w Tybindze, były ukrócane na rzecz suchej, drobiazgowej neo-scholastyki, połączonej z pojęciem Kościoła jako societas perfecta, postrzeganego na wzór monarchii świeckiej. To ostatnie było spuścizną po eklezjologii Roberta Bellarmina doby kontr-reforemacji. W tym systemie, liturgia była bardziej rozumiana jak oficjalna ceremonia podobna do tej, jaka funkcjonowała na dworach władców. Sakramenty zaś były uważane za bez-osobowe, instrumentalnie rozumiane przyczyny, gwarantujące udzielanie łaski Bożej jako "skutku" w duszy. Wykreowana przez tę teologię indywidualistyczna pobożność, karmiona dodatkowo panującym w społeczeństwie racjonalizmem, prowadziła wielokroć wiernych do przekonania, że można w pewien sposób wejść w posiadanie Misterium Boga poprzez własny wysiłek i bez związku z publiczną liturgią Kościoła. Teologia misterium Odo Casela była odpowiedzią na tę sytuację.

## Dzieła
W latach 1918–1941 Odo Casel napisał ponad sto artykułów, listów i książek. Głównym jego dziełem było z pewnością Das christliche Kultmysterium (Chrześcijańskie misterium kultu). Czwarte, pośmiertne, wydanie zostało uzupełnione przez ucznia Casela, Burkharda Neunheusera OSB, który umieścił w nim materiał niewydany, pozostawiony przez autora. W części drugiej zatytułowanej Z pełni misterium Chrystusa, dodano dwa rozdziały: Istota misterium i Kościół jako wspólnota mistyczna.

### Opublikowane przed 1948 r.
- Das Gedächtnis des Herrn in der altchristlichen Liturgie: Die Grundgedanken des Messkanons, 1910
- De philosophorum graecorum silentio mistico, 1919
- Die liturgie als Mysterienfeier, 1922
- Das christliche Kultmysterium, 1932 (pierwsze wydanie)
- Das christliche Festmysterium, 1941
- Glaube, Gnosis, Mysterium, 1941

### Publikacje pośmiertne
- Mysterium des Kommenden, 1952
- Vom wahren Menschenbild: Vorträge, 1953
- Mysterium des Kreuzes, o. J., 1954
- Mysterium der Ekklesia: Von der Gemeinschaft aller Erlösten in Christus Jesus. Aus Schriften und Vorträgen, 1961, pierwsze wydanie
- Vom Spiegel als Symbol aus nachgelassenen Schriften, 1961

### Polskie przekłady
- Chrześcijańskie misterium kultu, M. Wolicki (Nowy przekł. i wprow.) Kraków : Polskie Towarzystwo Teologiczne – Wydaw. Unum, 2000, s. 218.
- Misterium świąt chrześcijańskich, Ziernicki, Arkadiusz (przekład), seria: Modlitwa Kościoła 9, Kraków: Tyniec - Wydawnictwo Benedyktynów, 2007, s. 271, ISBN 978-83-7354-178-8.
- O prawdziwym obrazie człowieka - Magdalena Żurawska (przekład), seria: Z Tradycji Mniszej 38, Kraków: Tyniec - Wydawnictwo Benedyktynów, 2007, s. 240, ISBN 978-83-7354-182-5.
- Pamiątka Pana w liturgii pierwotnego Kościoła : główne idee kanonu mszalnego, Arkadiusz Ziernicki, Damian Świderski (przekł.) Kraków : Tyniec, 2005.
- Święty Benedykt z Nursji - mąż Ducha, Konrad Małys (przekł.), Kraków : Tyniec, 1998, s.50